# زمان أباد (ملكان)
زمان أباد هي قرية في مقاطعة ملكان، إيران. عدد سكان هذه القرية هو 94 في سنة 2006.